# VIA FP9ARM

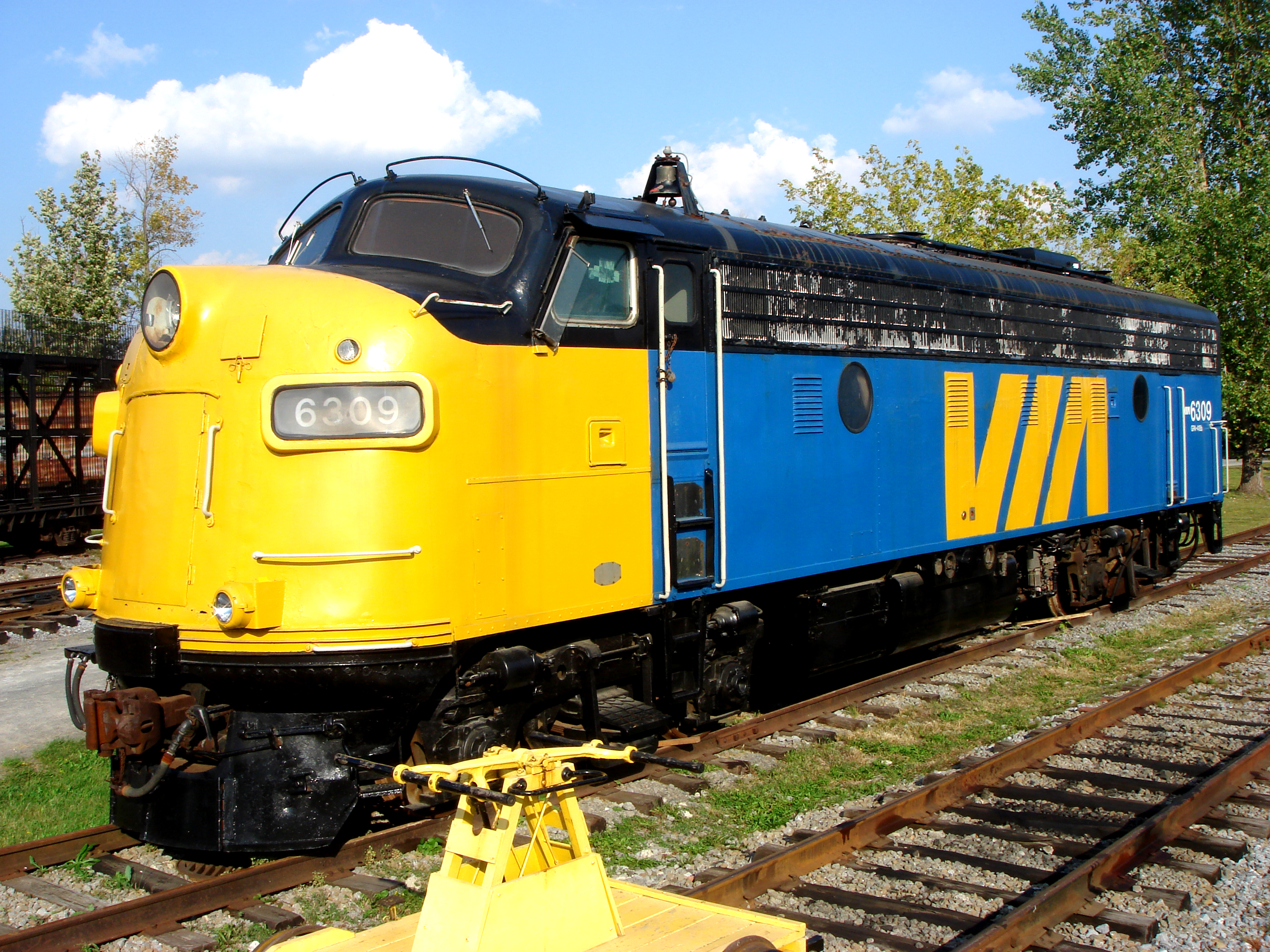
Via FP9ARM # 6309 en cours de restauration au Musée ferroviaire canadien de Saint-Constant, Québec en septembre 2007.

La VIA FP9ARM est une locomotive Diesel du Via Rail Canada, version remis à neuf d'une locomotive de passagers GMD FP9A. 

## Historique
Une sélection de 15 FP9s de la VIA ont été sélectionnés pour la remise à neuf au début des années 1980 avec la désignation FP9ARM. Ces modèles serviront jusqu’à l’arrivée des GMD F40PHs.
Plus tard, sept FP9ARMs seront sélectionnés des lignes mortes de la VIA pour être équipés d'un générateur de HEP et pressés en service sur les trains nommés la Baie d'Hudson' et l’Abitibi, libérant des locomotives F40 de ces deux trains pour le service du corridor Québec-Windsor. Ces unités F resteront sur la liste active avec le chemin de fer jusqu'à l'arrivée du nouveau millénaire quand les nouvelles locomotives GE P42DC Genesis arrivent en 2001. Les P42DC permettant l'hivernage de plusieurs unités F40PH-2, forçant une deuxième retraite de 6 des 7 FP9s. En 2007, un FP9ARM # 6300 est encore active au centre de maintenance de Vancouver de la VIA.